# 比奈駅
比奈駅（ひなえき）は、静岡県富士市比奈にある岳南電車岳南鉄道線の駅である。駅番号はGD06。

## 歴史
- 1951年（昭和26年）12月20日：岳南鉄道の駅として開業。同時に大昭和製紙吉永工場専用線が運行開始。
- 1969年（昭和44年）：駅東部のヤード線の使用開始。
- 2012年（平成24年）3月17日：前日の貨物列車の運行終了に伴い無人化。
- 2013年（平成25年）4月1日：経営移管に伴い、岳南電車の駅となる。

## 駅構造
島式ホーム1面2線を有する地上駅であり、列車の交換が可能である。かつては構内に多くの側線があり、日本製紙吉永工場と奥多摩工業への専用線もあったが、現在は撤去されている。
また、駅東部の興亜工業に隣接する場所に5線のヤード線があり、かつては機回し線の設備や興亜工業への専用線も存在していたが、現在は本線から切り離されている。設備が故障した4番線と5番線には解体待ちの車両が留置されることもあった。
駅舎は構内の北側にあり、駅舎とホーム東端を繋ぐ構内踏切が設置されている。貨物輸送の休止に伴い2012年（平成24年）3月17日より無人駅となった。
2015年（平成27年）11月14日からは、当駅北側で営業していた鉄道模型店フジドリームスタジオ501が駅舎内に移転。窓口を売り場に、駅員休憩室をレイアウトに改装し営業している。

### のりば
| のりば         | 路線        | 方向 | 行先         |
| -------------- | ----------- | ---- | ------------ |
| 北側（駅舎側） | ■岳南鉄道線 | 下り | 岳南江尾方面 |
| 南側           | ■岳南鉄道線 | 上り | 吉原方面     |

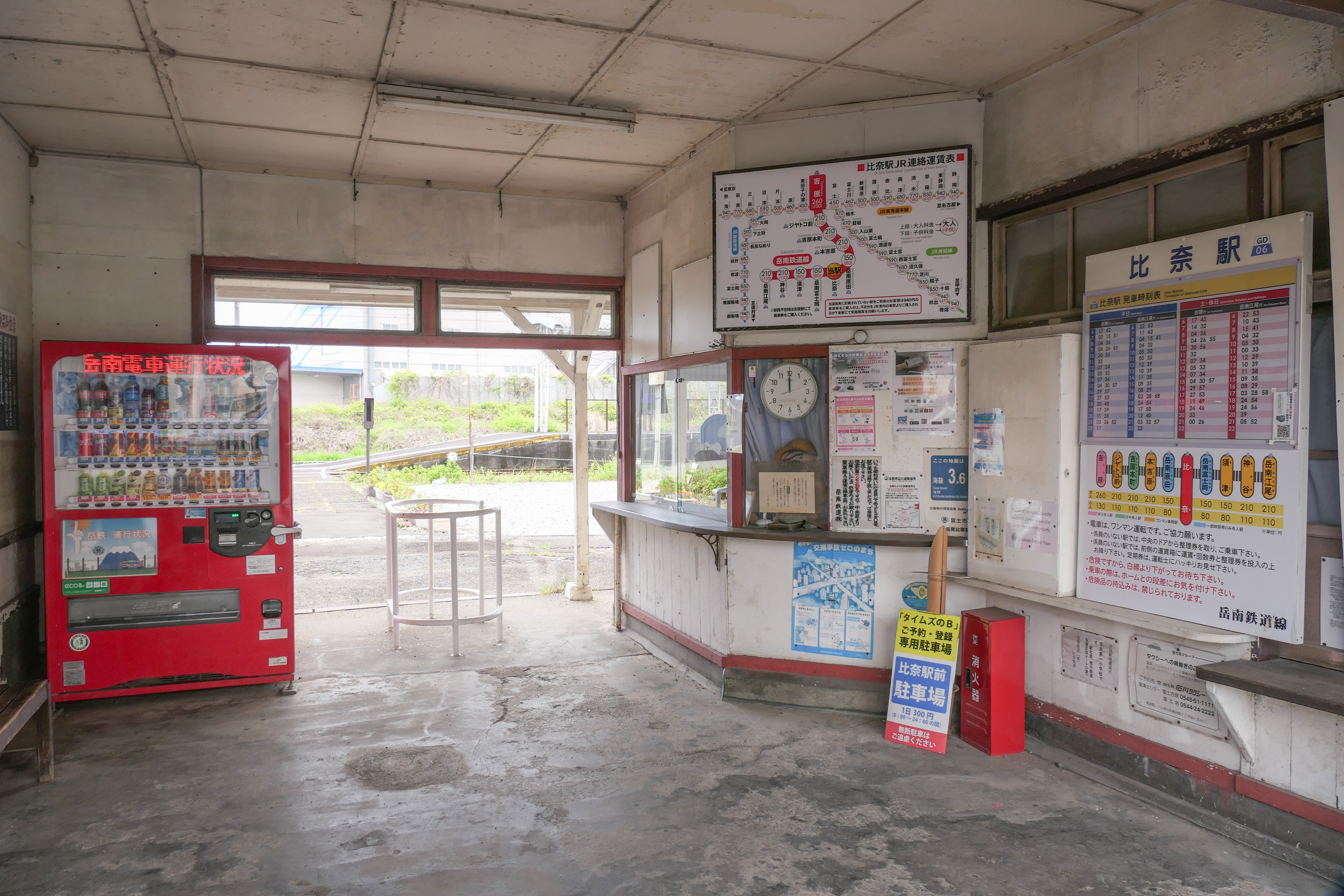
駅舎内（2023年4月）
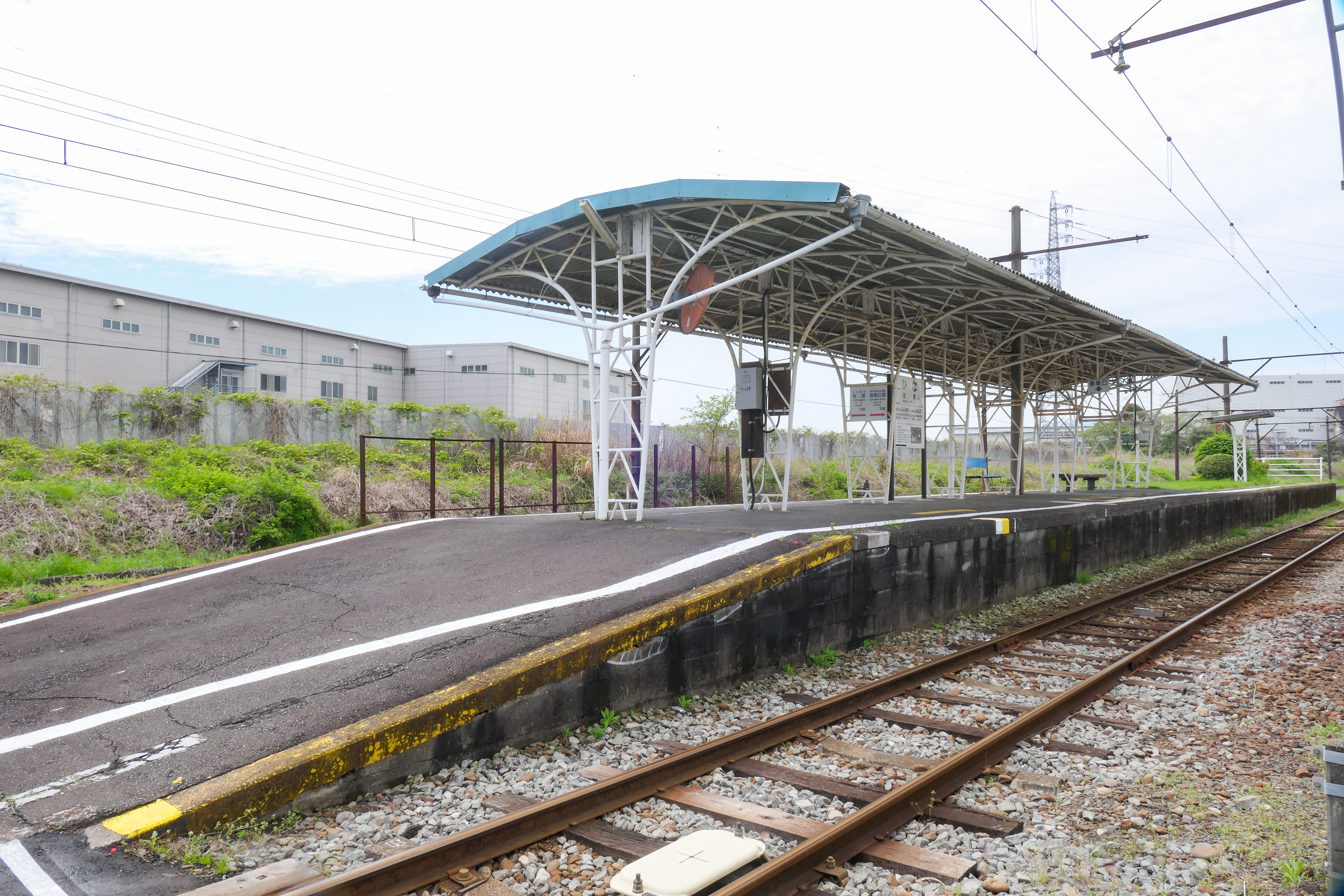
ホーム（2023年4月）
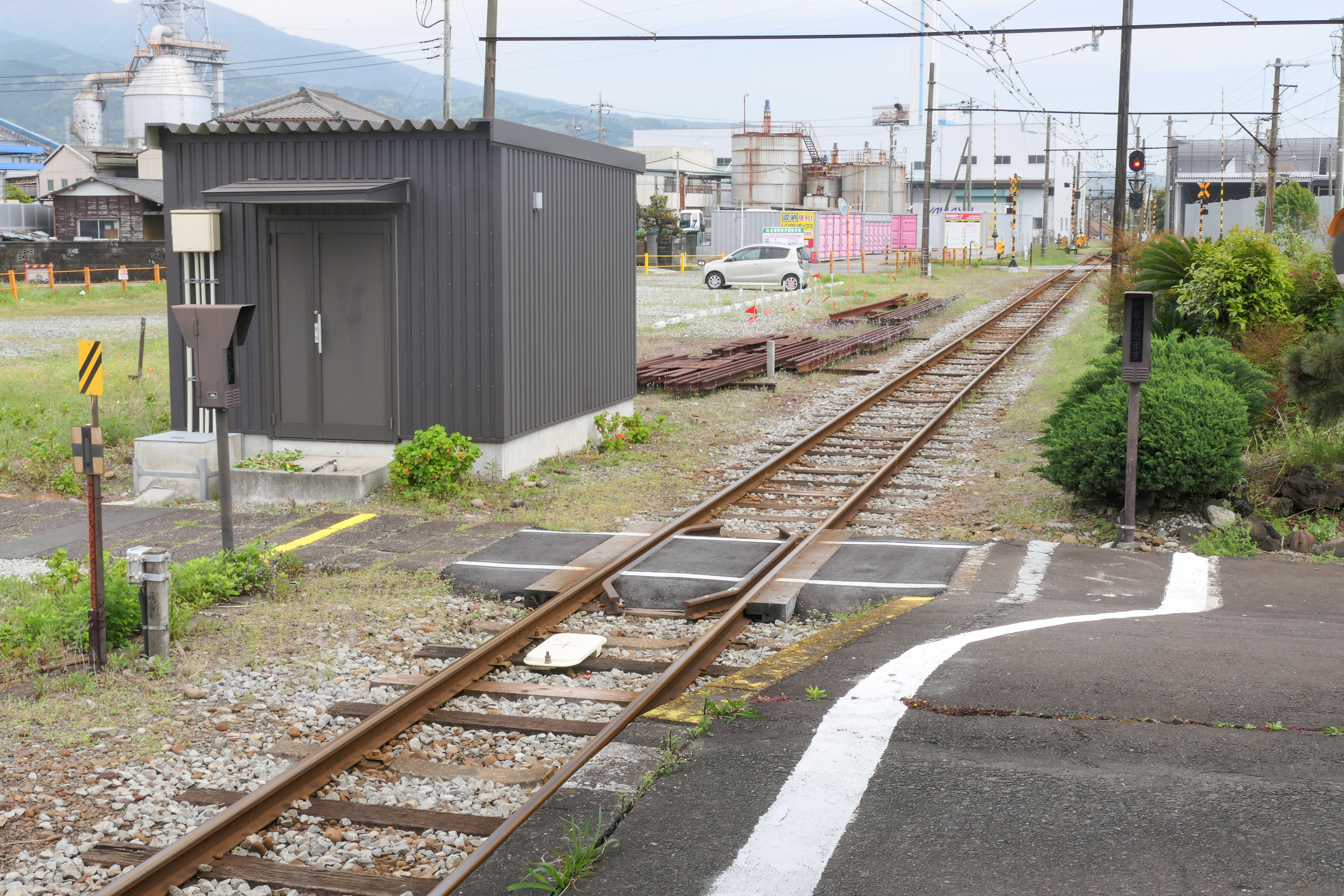
構内踏切（2023年4月）

## 貨物取扱

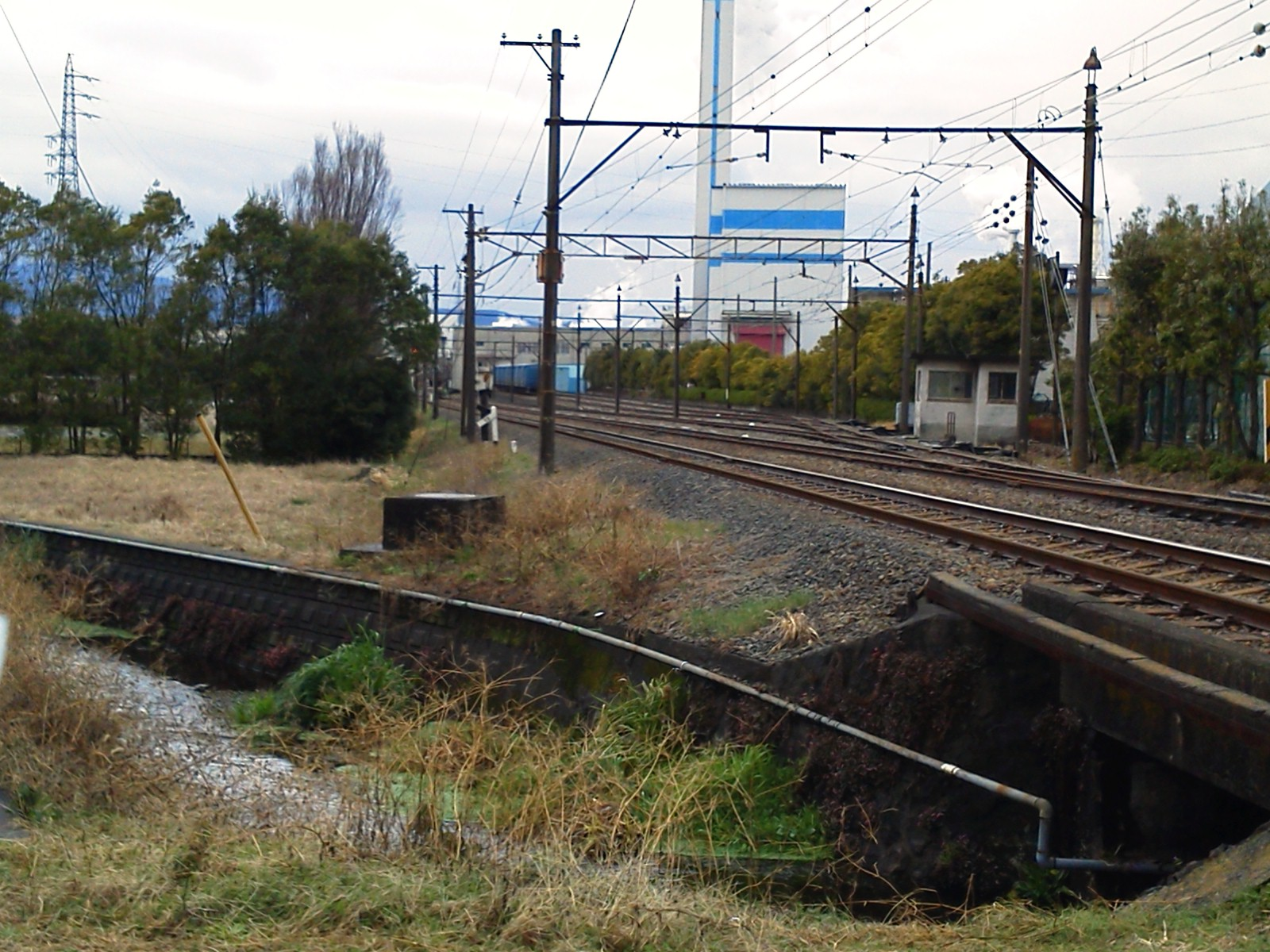
比奈駅東部のヤード線（2012年3月）

当駅は貨物列車廃止直前の岳南鉄道で運行されるすべての貨物列車の始発・終着駅であり、専用線発着のコンテナ貨物・専用線発着の車扱貨物の取扱駅となっていた。
日本製紙吉永工場（旧・大昭和製紙吉永工場）へ専用線が続いており、コンテナや有蓋車（ワム80000形貨車）を用いた製品輸送などが行われていた。有蓋車の発送先は越谷貨物ターミナル駅と梅田駅であった。
なお、同工場の貨物取扱は隣の岳南原田駅でも行われていた。

## 利用状況
『静岡県統計年鑑』によれば1日平均の乗降人員は以下の通りである。
- 2001年度 - 147人（乗車72人・降車75人）
- 2002年度 - 128人（乗車66人・降車62人）
- 2003年度 - 117人（乗車60人・降車57人）
- 2004年度 - 131人（乗車66人・降車65人）
- 2007年度 - 123人（乗車61人・降車62人）

また、貨物の取扱量は以下の通りである。
- 2006年度 - 発送量105,265トン、到着2,335トン[1]
- 2007年度 - 発送量79,360トン、到着2,596トン[2]

## 駅周辺
- 竹採公園（竹取物語発祥の地と言われる）
- 富士市立吉原第三中学校
- 静岡県立吉原工業高等学校
- 富士市立高等学校
- 日本製紙吉永工場
- 丸富製紙 本社
- ジヤトコ本社・富士事業所
- 昭和自動車学校
- ケーヨーデイツー富士比奈店
- 比奈カフェ

## その他
- テレビドラマ「anone」（日本テレビ系）で、主人公が降り立つ駅・海岸へ向かう時に利用する駅のロケ撮影に使われた。1駅隣の岳南原田駅も、同ドラマのロケ撮影に使われた。

## 隣の駅
岳南電車
■岳南鉄道線
岳南原田駅 (GD05) - 比奈駅 (GD06) - 岳南富士岡駅 (GD07)